# Ґеткі
Ґеткі (пол. Gietki) — село в Польщі, у гміні Кольно Кольненського повіту Підляського воєводства.
Населення — 165 осіб (2011).
У 1975-1998 роках село належало до Ломжинського воєводства.

## Демографія
Демографічна структура станом на 31 березня 2011 року:
|          | Загалом | Допрацездатний вік | Працездатний вік | Постпрацездатний вік |
| -------- | ------- | ------------------ | ---------------- | -------------------- |
| Чоловіки | 87      | 24                 | 48               | 15                   |
| Жінки    | 78      | 17                 | 33               | 28                   |
| Разом    | 165     | 41                 | 81               | 43                   |